# Estancita
Estancita är en ort i Mexiko.   Den ligger i kommunen Mexquitic de Carmona och delstaten San Luis Potosí, i den centrala delen av landet, 400 km nordväst om huvudstaden Mexico City. Estancita ligger 2 197 meter över havet och antalet invånare är 249.
Terrängen runt Estancita är platt åt nordväst, men åt sydost är den kuperad. Runt Estancita är det ganska tätbefolkat, med 54 invånare per kvadratkilometer. Närmaste större samhälle är Escalerillas, 19,2 km öster om Estancita. Omgivningarna runt Estancita är i huvudsak ett öppet busklandskap.